# Pee Wee King
Pee Wee King (* 18. Februar 1914 als Julius Frank Kuczynski in Abrams, Wisconsin; † 7. März 2000 in Louisville, Kentucky) war ein US-amerikanischer Country-Sänger und Songwriter, der unter anderem den Titel Tennessee Waltz schrieb.

## Leben

### Anfänge
Bereits in jungen Jahren spielte King Fiddle und Akkordeon in der Polka-Gruppe seines Vaters, der aus Polen in die Vereinigten Staaten eingewandert war. Gene Autry, der in Chicago eine eigene Radioshow hatte, hörte ihn Tages spielen und übernahm ihn in seine Begleitband. Von ihm stammt auch der Spitzname „Pee Wee“. 1934 zog man nach Louisville, Kentucky, wo Autry und die Band vom WHAS-Sender engagiert wurde. Autry wechselte wenig später nach Hollywood. Pee Wee King arbeitete zunächst mit den Log Cabin Boys und stellte dann eine eigene Band zusammen, die Golden West Cowboys, die eine Mischung aus Western Swing und Popmusik spielte und mit für die Country-Musik der damaligen Zeit untypischen Instrumenten wie Schlagzeug, Trompete, Akkordeon oder Elektrogitarre experimentierte.

### Karriere

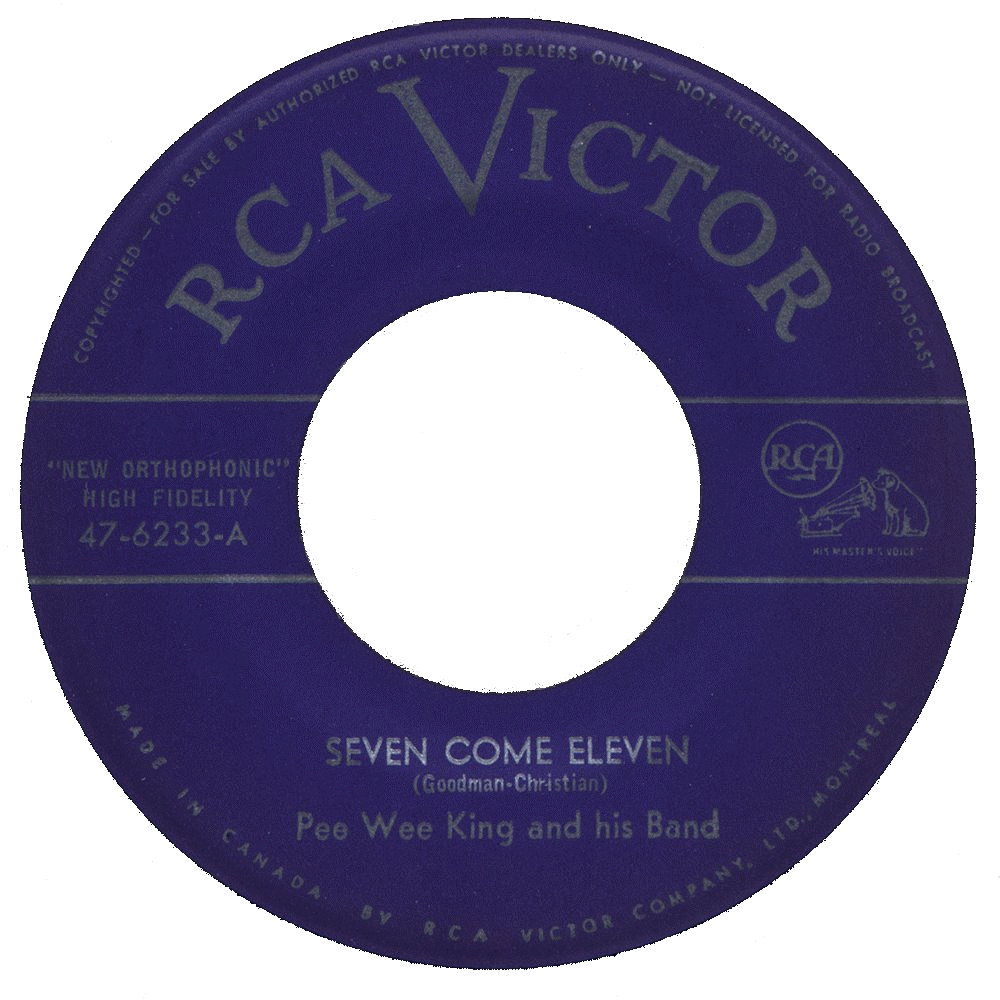
Seven Come Eleven

King erwies sich als fähiger Organisator und Bandleader. 1937 erhielten er und seine Band ein Engagement an der Grand Ole Opry. Als Sänger wurden Talente wie Eddy Arnold oder Cowboy Copas angeheuert, die später selbst zu Stars wurden. Wichtigste Persönlichkeit war der Multiinstrumentalist und Songwriter Redd Stewart, mit dem King zusammen 1946 den Hit Tennessee Waltz schrieb. Ein Jahr später erreichten sie mit diesem Song Platz drei der Country-Charts. Patti Page gelang damit 1950 ein Welthit. In den folgenden Jahren und Jahrzehnten wurde der Titel von zahlreichen Musikern interpretiert und garantierte seinen Schöpfern einen ständigen Zufluss von Tantiemen.
Wenig später gelang King mit Tennessee Polka erneut ein Platz-3-Hit, bevor er 1951 mit Slow Poke erstmals die Spitzenposition erobern konnte. In den Pop-Charts erreichte die Platte Platz 3 und wurde 22 Wochen in den Charts notiert. Seine Charterfolge hielten bis Mitte der 1950er Jahre an. Danach war er hauptsächlich als Songwriter erfolgreich. Er hatte mehrere Fernsehshows und übernahm Rollen in Gene-Autry-Western.
1970 wurde Pee Wee King, der in seinem Leben mehr als 400 Songs komponiert hatte, in die Nashville Songwriters Hall of Fame aufgenommen. Vier Jahre später erhielt er die größte Auszeichnung der Country-Musik: Er wurde in die Country Music Hall of Fame gewählt. Außerdem übernahm er für einige Jahre bedeutende Positionen in der einflussreichen Country Music Association.
Pee Wee King starb am 7. März 2000 im Alter von 86 Jahren an einem Herzinfarkt.

## Diskografie (Auswahl)

### Singles und EPs
- 1947: Steel Guitar Rag / Tennesse Central Number 9
- 1947: Texas Toni Lee / Southland Polka
- 1947: Keep Them Cold Icy Fingers Off Of Me / Kentucky Waltz
- 1947: Ten Gallon Boogie / I Hear You Knockin‘
- 1947: Don't Feel Sorry For Me / Don't Forget
- 1948: Rootie Tootie / Tennessee Waltz
- 1948: Oh! Mo'nah / Juke Box Blues
- 1948: Quit Honkin' That Horn / Forty-Nine Women
- 1948: New York To New Orleans / Say Good Mornin' Nellie
- 1948: Bull Fiddle Boogie / Chattanooga Bess
- 1954: Alabama Moon / Tennessee Tears
- 1950: Rag Mop / When They Played That Old Missouri Waltz
- 1952: Two-Faced Waltz	/ A Mighty Pretty Waltz (mit Redd Stewart)
- 1953: Changing Partners / Bimbo (mit Redd Stewart)
- 1953: The Nashville Waltz (EP)
- 1954: Deck Of Cards / The Red Deck Of Cards
- 1958: Unbreakable Heart / Janie
- 1964: Waitin‘ / Goodbye New Orleans (mit Redd Stewart)
- 1964: Ten Thousand Crying Towels / The Urge (mit Redd Stewart)
- 1964: When The Lights Go Dim Downtown	/ Stay Away From Me (mit Redd Stewart)
- 1965: Wings Of A Dove / Guitar Polka
- 1966: History Repeats Itself / Hope, Faith, And Love

### Alben
- 1949: Square Dance Tonight
- 1950: Anytime Hits
- 1953: Country Classics Waltzes Vol. 2
- 1964: Back Again! (als Pee Wee King & Redd Stewart & The New Golden West Cowboys)

## Auszeichnungen
- 1970 Nashville Songwriters Hall of Fame
- 1974 Country Music Hall of Fame